# Trochilus scitulus
El colibrí portacintas piquinegro (Trochilus scitulus ) es una especie de ave apodiforme de la familia Trochilidae —los colibríes— una de las dos pertenecientes al género Trochilus. Es endémica de Jamaica donde es llamado «Doctor bird» (pájaro médico) en alusión a las plumas negras muy alargadas de la cola que recuerdan a los fracs que llevaban antiguamente los médicos.

## Distribución y hábitat
Su distribución se limita a la punta oriental de la isla de Jamaica, en las montañas John Crow, en las parroquias de Portland y Saint Thomas, mientras que la otra especie Trochilus polytmus ocupa el resto de la isla.
Esta especie es considerada bastante común en sus hábitats naturales: el bosque montano húmedo con densa vegetación secundaria y en las tierras bajas costeras circundantes, en la zona más cálida y lluviosa (zona tropical) de Jamaica, donde la temperatura solo varía ligeramente (entre 23 y 27 °C) a lo largo del año. Puede encontrarse hasta la región montañosa superior a una altitud de 1000 m s. n. m., más común en los bosques más espesos cerca del nivel del mar, concretamente en el bosque palustre de Morant Point. También se ha observado con frecuencia en plantaciones de bananas.

## Descripción
Las dos rectrices casi más externas del macho son de 15 a 18 cm de largo, mucho más largas que el cuerpo que las soporta. Colgando detrás del macho volador como si fueran dos «chorritos», estas plumas hacen un sonido zumbante. Las hembras carecen de plumas rectrices alargadas, y son mayormente blancas por abajo. Debido a su pequeñez, estas aves son vulnerables a numerosos predadores.

## Dieta
Estas aves se alimentan del néctar de flores usando su larga lengua extensible y también capturan insectos al vuelo. Requiere alimentación frecuente mientras están activas durante el día y se vuelven a un estado de torpor durante la noche para conservar energías.

## Sistemática

### Descripción original
La especie T. scitulus fue descrita por primera vez por los ornitólogos estadounidenses William Brewster & Outram Bangs en 1901 bajo el nombre científico Aithurus scitulus; su localidad tipo es: «Priestman's River, Portland Parish, Jamaica». 

### Etimología
El nombre genérico masculino Trochilus proviene del griego «trokhilos», una pequeña ave mencionada por Aristóteles, identificada por escritores posteriores como siendo los chochines Troglodytes. La utilización para designar a los colibríes, como T. polytmus, solo puede aludir al reducido tamaño de los mismos; y el nombre de la especie «scitulus» es un diminutivo de la palabra del latín «scitus» que significa ‘lindo’, ‘hermoso’.

### Taxonomía
La presente especie y el colibrí portacintas piquirrojo (Trochilus polytmus), también endémico de Jamaica, han sido consideradas conespecíficas por diversos autores. Sin embargo, a pesar de la diferencia genética ser mínima, lo que sugiere que no existen fuertes mecanismos de aislamiento reproductivo posteriores al apareamiento, en cambio, las diferencias en el color del pico evolucionaron rápidamente y actúan como un fuerte elemento disuasorio previo al apareamiento para la hibridación. Estas pruebas, junto con las diferencias en las exhibiciones de cortejo y el canto que probablemente contribuyen al aislamiento reproductivo, y el mantenimiento de una zona híbrida estrecha y estable han llevado a la mayoría de las autoridades a reconocerlos como especies separadas.